# Zwillinge (Werefkin)
Zwillinge ist der Titel eines Gemäldes, das die russische Künstlerin Marianne von Werefkin 1909 malte. Das Werk gehört zum Bestand der Fondazione Marianne Werefkin (FMW) in Ascona. Es trägt dort die Inventar-Nummer FMW-0-0-13. Die zugehörige Skizze, eine bunte Gouache, befindet sich im 1909 datierten Skizzenbuch der FMW.

## Technik, Maße und Beschriftung
Es handelt sich um eine Temperamalerei auf Karton, 27,5 × 36,5 cm. Auf der Rückseite befindet sich ein Etikett mit der Beschriftung: „Moderne Galerie Thannhauser, München Theatinerstr. 7“.

## Ikonografie und Ikonologie
Als mächtige Bildelemente bestimmen zwei Frauen in Trauerkleidung die Szenerie des Gemäldes. Mehr als die Hälfte der Bildfläche nehmen sie in Anspruch. Auf ihrem Schoß halten sie je einen Säugling im Taufkleid in den Händen.
Die symbolische Bedeutung der Farben Schwarz und Weiß enthalten eine Botschaft des Gemäldes. Hart und vielsagend treffen die beiden „Nichtfarben“ aufeinander. Die übrigen Farben scheinen dagegen keine wichtige Funktion zur Bilddeutung zu haben.
Eine Interpretation von Kandinsky in seinem Buch „Über das Geistige in der Kunst“, das er 1911 schrieb, kann den Sinn von Werefkins „Zwillingen“ erhellen, wo er passend erklärt: „Nicht umsonst wurde Weiß als reiner Freude Gewand gewählt und unbefleckter Reinheit. Und Schwarz als Gewand der größten, tiefsten Trauer und als Symbol des Todes.“

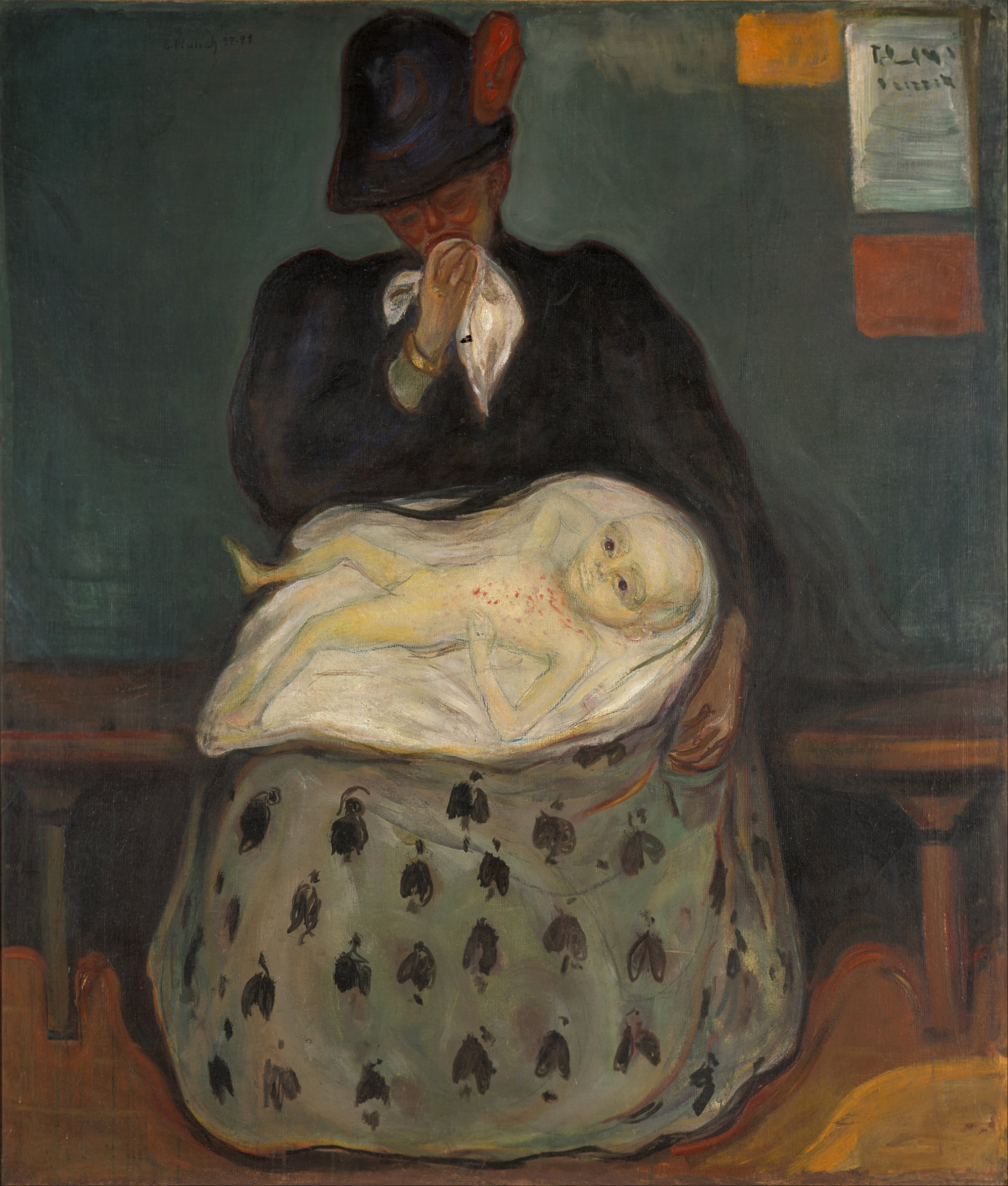
Edvard Munchs Gemälde „Das Erbe“, 1897–99, Öl auf Leinwand, Munch-Museum Oslo

Werefkins Bild „Zwillinge“ ist zweifelsfrei formal eine Reaktion auf das Gemälde „Das Erbe“ von Edvard Munch zurückzuführen, das er in den Jahren 1897–1899 malte. Zusammen mit einem Arzt hatte er in Paris das Krankenhaus Saint-Louis besucht und dort eine in Tränen aufgelöste Mutter mit ihrem Kind kennengelernt, das von einer schweren Krankheit befallen war. Von der Begegnung war er so erschüttert, dass er die Frau mit dem nackten Kind auf dem Schoß in Öl auf einer Bildleinwand darstellte.
Aus einem Brief, den Munch an seinen Mäzen Max Linde schrieb, erfährt man die traurige Wahrheit, dass das Neugeborene an „Syphilis“  litt. Im Bild konfrontiert Munch den Betrachter schonungslos mit dem von Pusteln entstellten, schmächtigen Kinderkörper.
Werefkin, die sich mehrfach an Munchs Arbeiten orientierte, muss von dem Gemälde „Das Erbe“ außerordentlich betroffen gewesen sein, dass sie es als Anregung zu eigenem Gestalten verwendete. Es gehört zu ihren mehreren rätselhaften Bildern, die nur schwer zu entziffern sind.